# Chiến dịch Overland
Chiến dịch Overland, hay còn có tên Chiến dịch Overland của Grant hoặc Chiến dịch Wilderness, là một chuỗi các trận đánh diễn ra tại Virginia trong tháng 5 và tháng 6 năm 1864, thời Nội chiến Hoa Kỳ. Trung tướng Ulysses S. Grant, tổng chỉ huy các đội quân Liên bang miền Bắc, đã trực tiếp điều động Binh đoàn Potomac do thiếu tướng George G. Meade làm tư lệnh, cùng nhiều lực lượng khác tấn công Binh đoàn Bắc Virginia của đại tướng Liên minh miền Nam Robert E. Lee. Mặc dù Grant đã chịu nhiều thiệt hại to lớn trong suốt chiến dịch, nhưng đây vẫn là một thắng lợi chiến lược của phe miền Bắc, nó đã giáng cho binh đoàn của Lee những tổn thất nặng nề hơn xét về tỉ lệ quân số và dẫn đến cuộc vây hãm hai thành phố Richmond và Petersburg của miền Nam, chỉ trong vòng hơn tám tuần lễ. Tổng quan, chiến dịch này chứng tỏ thành công của Grant trong việc tận dụng ưu thế về quân số của ông.
Vượt sông Rapidan vào ngày 4 tháng 5 năm 1864, Grant dự định đánh bại Lee bằng cách nhanh chóng tiến quân xen vào giữa tướng Lee và thủ đô Richmond nhằm dẫn dụ đối phương giao chiến. Lee đã khiến Grant phải bất ngờ khi tấn công dữ dội vào đội quân hùng mạnh hơn của miền Bắc trong trận Wilderness, gây thương vong lớn cho cả hai bên. Tuy nhiên, trận đánh này trở thành một thắng lợi chiến lược của Grant: không giống như những người chỉ huy tiền nhiệm tại Mặt trận miền Đông, ông không rút lui mà tiếp tục tiến về phía đông nam và lại cố gắng xen vào khoảng giữa Lee và Richmond. Quân đội của Lee liền vào vị trí sẵn sàng chặn đánh cuộc hành quân này. Trong trận Spotsylvania Court House, Grant liên tiếp tấn công vào các đoạn phòng tuyến miền Nam, hy vọng tạo được đột phá, nhưng một lần nữa chỉ gây ra tổn thất nặng nề cho cả hai phe.
Grant lại tiếp tục tiến quân, đụng độ với Lee tại sông Bắc Anna trong trận Bắc Anna. Tại đây, Lee đã tổ chức được một thế trận phòng thủ thông minh giúp tạo cơ hội đánh bại từng phần đội quân đối phương, nhưng một trận ốm đã khiến ông không thể tấn công đúng lúc để kịp giăng bẫy Grant. Trận đánh lớn cuối cùng của chiến dịch nổ ra tại Cold Harbor, tại đó Grant mạo hiểm cho rằng quân đội của Lee đã kiệt sức và ra lệnh mở cuộc tấn công quy mô lớn vào các vị trí phòng thủ vững chắc của miền Nam, gây nên tổn thất chênh lệch kinh khủng cho quân miền Bắc. Trong lần tiến quân cuối cùng, Grant qua mặt Lee bằng cách bí mật vượt sông James, đe dọa chiếm thành phố Petersburg, mà nếu mất nó thì thủ đô miền Nam Richmond cũng sẽ thất thủ. Cuộc vây hãm Petersburg sau đó cuối cùng đã khiến Lee phải đầu hàng vào tháng 5 năm 1865 và giúp kết thúc cuộc Nội chiến Hoa Kỳ.
Chiến dịch này còn bao gồm hai cuộc đột kích tầm xa của kỵ binh miền Bắc do thiếu tướng Philip Sheridan chỉ huy. Trong cuộc đột kích thứ nhất nhằm về phía Richmond, viên chỉ huy kỵ binh huyền thoại của miền Nam, thiếu tướng J.E.B. Stuart đã bị tử thương ở trận Yellow Tavern. Cuộc đột kích thứ hai nhằm phá hủy tuyến Đường sắt Trung tâm Virginia ở phía tây, Sheridan bị đánh bại bởi thiếu tướng Wade Hampton trong trận Trevilian Station, trận đánh hoàn toàn bằng kỵ binh lớn nhất của cuộc Nội chiến.